# 丘霍纳斯托夫卡农村居民点
丘霍纳斯托夫卡农村居民点（俄语：Чухонастовское сельское поселение）是俄罗斯联邦伏尔加格勒州卡梅申区所属的一个农村居民点。其下辖有1个居民点，行政中心为丘霍纳斯托夫卡。据2016年统计，该农村居民点的人口为525人。